# 빅토르 셰스트룀
빅토르 다비드 셰스트룀(스웨덴어: Victor Sjöström, 1879년 9월 20일 ~ 1960년 1월 3일)은 20세기 스웨덴의 배우, 영화 감독이다.

## 이력
1898년 연극배우 첫 데뷔하였고 1900년 연극연출가 데뷔하였다가 이후 영화감독으로 전향한 그는 마우리츠 스틸레르와 아울러 스웨덴 무성영화 시대를 대표하는 감독으로, 《파도 높은 날》(1916), 《영혼의 불멸》(1920) 등을 연출하여 스웨덴 영화의 위상을 드높였다. 한때 할리우드에서도 활동하였다. 말년에는 스웨덴으로 되돌아와 배우로 활동하였는데, 잉마르 베리만 감독의 《산딸기》(1957)에서의 연기로 전미 비평가 위원회상을 수상했다.

## 참고 자료
- 빅토르 셰스트룀 - 두산세계대백과사전